# Portrait du pape Paul V (Provenzale)
Pour les articles homonymes, voir Portrait du pape Paul V.
Portrait du pape Paul V – en italien Ritratto di Paolo V Borghese – est une mosaïque réalisée en 1621 par l'artiste italien Marcello Provenzale. De format vertical, cette commande de Scipione Caffarelli-Borghese est un portrait en buste de son oncle, le pape Paul V. Le souverain pontife y figure devant un fond bleu, avec dans le coin supérieur droit de la composition les armoiries de la famille Borghese. L'œuvre est conservée à la Galerie Borghèse de Rome.